# Bulevar Mihajla Pupina
Le Bulevar Mihajla Pupina (en serbe cyrillique : Булевар Михајла Пупина) est situé à Belgrade, la capitale de la Serbie, dans la municipalité urbaine de Novi Beograd.
Son nom est un hommage à l'ingénieur Mihajlo Pupin. Le boulevard abrite le siège social de nombreuses entreprises.

## Parcours
Le Bulevar Mihajla Pupina prend naissance au niveau du pont de Branko et du Bulevar Nikole Tesle. Il oriente sa course vers l'est et rencontre sur sa droite la rue qui longe le parc d'Ušće. Il incline ensuite vers le nord-ouest, longeant à son tour le parc ; le boulevard laisse sur sa gauche la rue Španskih boraca et traverse le Bulevar umetnosti. Il atteint ensuite un grand carrefour giratoire qui le relie aux rues Pariske komune (au nord-ouest) et Omladinskih brigada (au sud-ouest). Il accentue sa course en direction du nord et croise la rue Goce Delčeva et la rue Džona Kenedija et se termine à la hauteur de la rue Prve pruge.

## Institutions
Le Palata Srbije, qui abrite des administrations du gouvernement de la Serbie, est situé au n° 2, dans le parc d'Ušće.

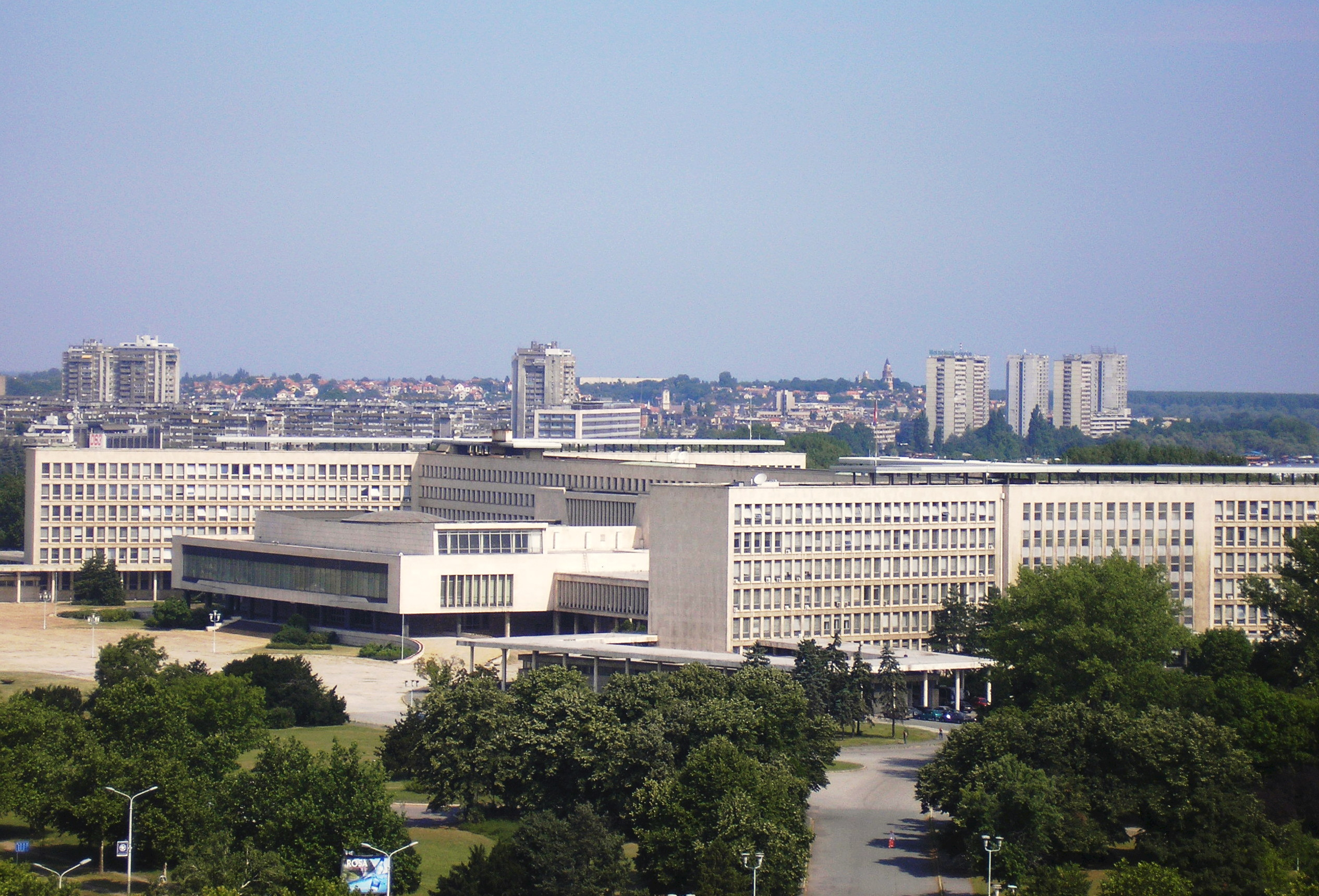
Le Palata Srbije, au n° 2

L'assemblée de la municipalité de Novi Beograd est située au n° 167 du boulevard.

## Éducation
L'école maternelle Izvorčić est installée au n° 175.

## Économie

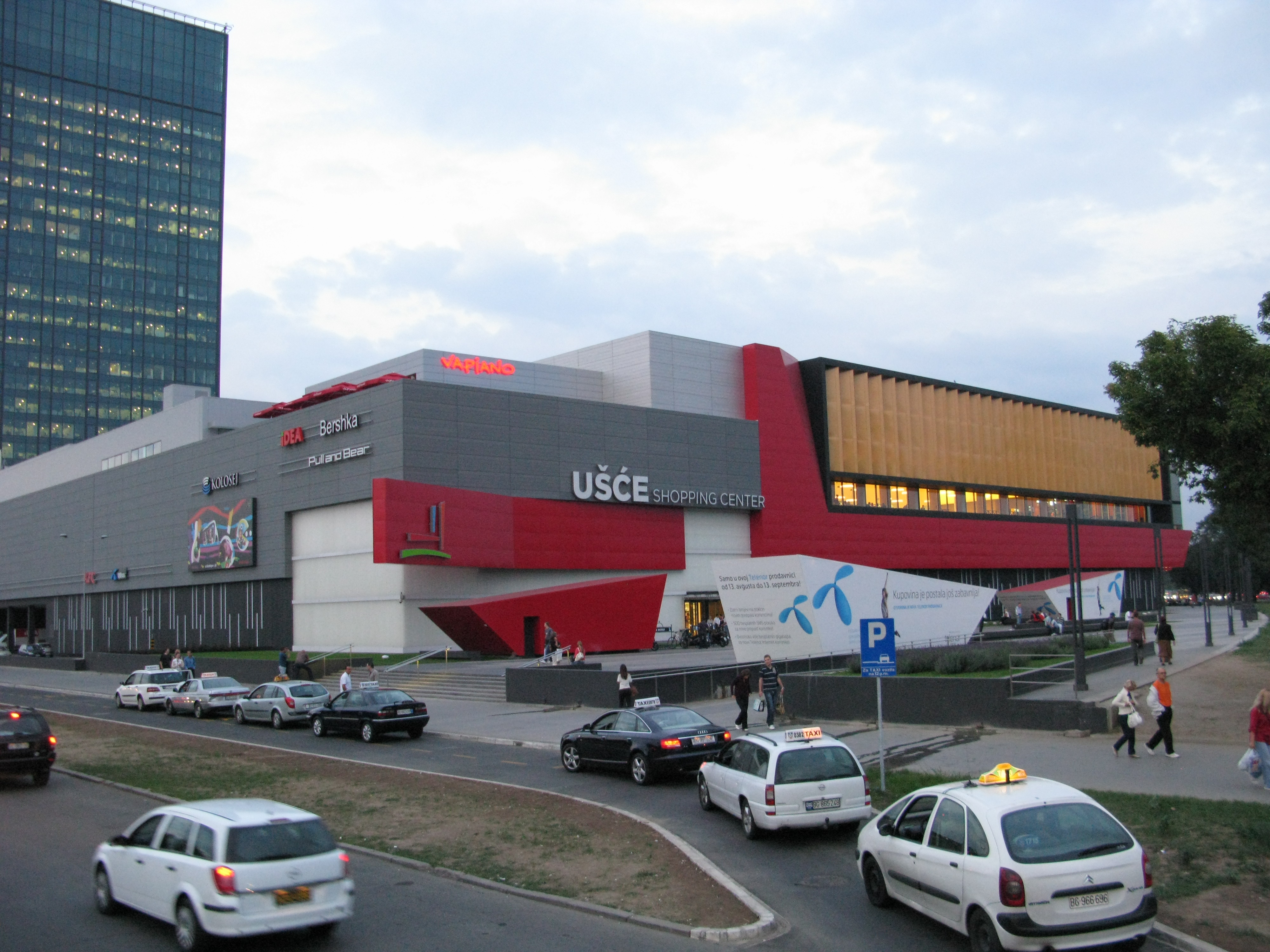
Le centre commercial Ušće

Le boulevard abrite le siège social de plusieurs entreprises cotées à la Bourse de Belgrade. Celui de la société de construction Energoprojekt holding Beograd se trouve au n° 12 ; elle a notamment construit la Belgrade Arena et le Hyatt Regency de Belgrade ; ses filiales et, notamment, Energoprojekt Entel Beograd et Energoprojekt Visokogradnja Beograd, qui ont leur siège à la même adresse. Napred GP Beograd, dont le siège se situe au n° 115, travaille elle aussi dans la construction ; elle a son siège au n° 115. L'entreprise Bambi Banat Beograd, qui travaille dans le secteur agroalimentaire et principalement dans la pâtisserie, a son siège au n° 115g. Trois banques ont leur siège dans le boulevard : la Hypo Alpe-Adria-Bank Beograd (au n° 6) la NLB banka Beograd (au n° 175v) et la Findomestic banka Beograd (au n° 115a).
Le centre commercial Ušće est situé au n° 6 du boulevard. Le Ušće Shopping Center se trouve au n° 4 ; dans ce centre se trouvent notamment le cinéma Kolosej, et un restaurant McDonald's. Un supermarché Mini Maxi se trouve au n° 7 du boulevard.

## Transports
Plusieurs lignes de bus de la société GSP Beograd desservent le boulevard : lignes 16 (Karaburma II - Novi Beograd Pohorska), 17 (Konjarnik – Zemun Gornji grad), 65 (Zvezdara II – Novo Bežanijsko groblje), 67 (Zeleni venac – Novi Beograd Blok 70a), 71 (Zeleni venac – Bežanija), 72 (Zeleni venac – Aéroport Nicolas Tesla), 73 (Novi Beograd Blok 45 – Batajnica), 75 (Zeleni venac – Bežanijska kosa), 77 (Zvezdara – Hôpital de Bežanijska kosa), 81 (Novi Beograd Pohorska – Ugrinovački put – Altina I), 82 (Zemun Kej oslobođenja – Bežanijsko groblje – Blok 44), 83 (Crveni krst – Zemun Bačka), 88 (Zemun Kej oslobođenja – Novi Železnik), 610 (Zemun Kej oslobođenja – Jakovo), 611 (Zemun Kej oslobođenja – Dobanovci) et 612 (Novi Beograd Pohorska – Kvantaška pijaca – Nova Galenika).